# Polyzonus latefasciatus
Polyzonus latefasciatus es una especie de escarabajo longicornio del género Polyzonus, subfamilia Cerambycinae, tribu Callichromatini. Fue descrita científicamente por Hüdepohl en 1998.
El período de vuelo ocurre en los meses de mayo, junio y julio.

## Descripción
Mide 22,5-28 milímetros de longitud.

## Distribución
Se distribuye por China, Laos, Camboya y Tailandia.